# Ernest Renan

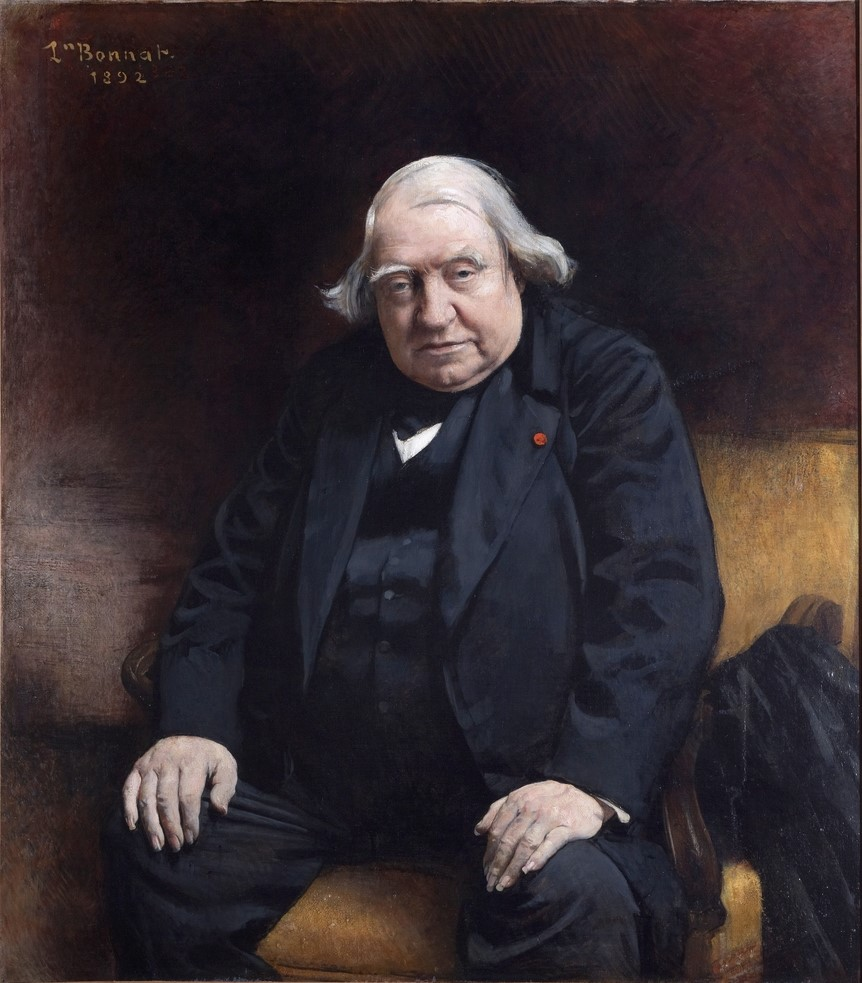
Ernest Renan in 1892, geschilderd door Léon Bonnat

Ernest Renan (Tréguier, 28 februari 1823 – Parijs, 2 oktober 1892) was een Franse filosoof en schrijver, vooral bekend van zijn invloedrijke historische werken over het vroege christendom en zijn politieke visie.

## Leven

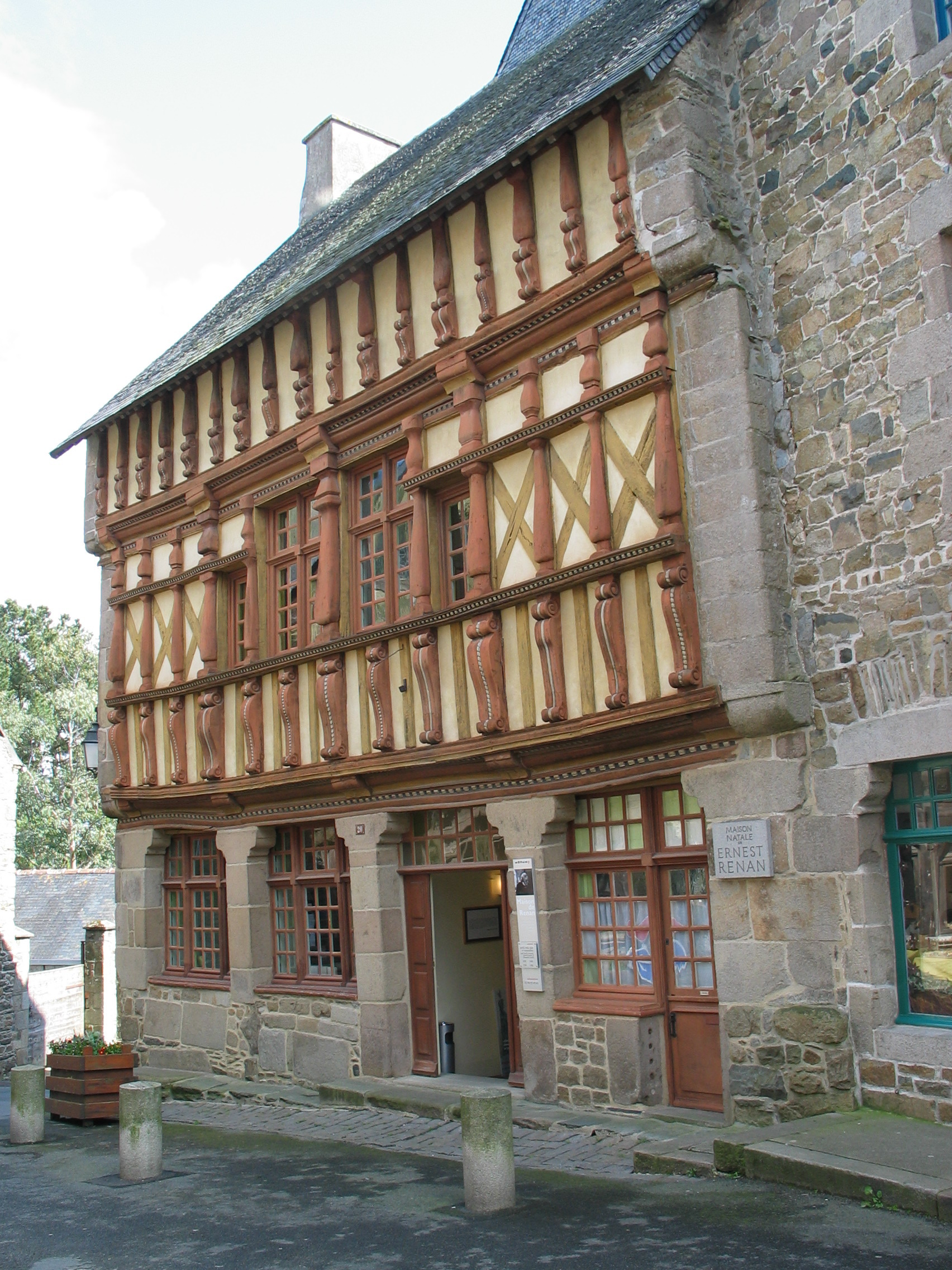
Renanmuseum in Tréguier (2008)

Renan werd geboren in Bretagne uit een vissersfamilie. Zijn vader was een vurig republikein, terwijl zijn moeder uit een royalistische familie stamde. Deze tweespalt heeft Renan zijn gehele leven gevoeld.
In 1838 ging Renan na succesvolle schoolresultaten studeren aan het kerkelijk college van Saint-Nicolas du Chardonnet in Parijs. Met zijn achtergrond van een streng, Bretons katholicisme vond hij hier de stijl te spitsvondig. Hij hoopte meer degelijkheid te vinden op het seminarie van Issy-les-Moulineaux waar hij in 1840 begon. Door kennis te maken met de filosofie en de taalkunde werd zijn moeite om te geloven echter steeds groter, zodat hij uiteindelijk afzag van een religieus leven en ging werken als onderwijzer. Ondertussen zette hij zijn studie voort met name van de semitische talen. In 1847 leverde dit hem een prijs op en een positie aan het lyceum van Vendôme. In 1878 werd Renan verkozen tot lid van de Académie française.
Met Hippolyte Taine is Renan de briljante vertegenwoordiger van het sciëntisme, de leider van de generatie 1860–1890, die van de vooruitgang van de wetenschap de oplossing verwachtte van alle mysteries en steun voor alle geestelijke noden.
Renan stierf op 69-jarige leeftijd, na een ziekbed van enkele dagen. Hij werd begraven op het kerkhof van Montmartre.

## Bekende werken

### Leven van Jezus
Één der bekendste werken van Renan, al tijdens zijn leven, was Het leven van Jezus (Frans: 'Vie de Jésus', 1863). Daarin betoogde hij dat het leven van Jezus op dezelfde wijze geschreven en onderzocht zou moeten worden zoals dat van andere mensen ook. Ook zou de bijbel aan hetzelfde kritische onderzoek onderworpen moeten worden zoals dat van andere historische documenten ook. Deze stellingname wekte veel verzet op bij de Kerk. Paus Pius IX noemde Renan 'De blasfemist van Europa'. De Franse minister van Onderwijs Victor Duruy verbood Renan nog langer les te geven.

### Wat is een natie?
Tegenwoordig nog het meest bekend van Renan is Qu'est-ce qu'une nation? ('Wat is een natie?'), een voordracht die hij in eerste instantie in 1875 in Leiden hield en in 1882, in omgewerkte vorm, aan de Sorbonne. 
Waar Duitse filosofen zoals Fichte de natie vooral zagen als een groep mensen met gemeenschappelijk ras, taal of andere eigenschappen, legde Renan de nadruk op de wens van een groep mensen om dingen samen te willen doen ( 'avoir fait de grandes choses ensemble, vouloir en faire encore' ). Begin 2013 verscheen bij Elsevier Boeken een moderne vertaling van de lezing, met inleiding en een actuele duiding door de historici Coos Huijsen en Geerten Waling. Essayist Bas Heijne schreef een voorwoord.

## Publicaties (selectie)
- Histoire générale et système comparé des langues sémitiques (1855)
- Études d'histoire religieuse (1857)
- De l'origine du langage (1858)
- Essais de morale et de critique (1859)
- Le Cantique des cantiques (vertaling van het Hooglied) (1860)
- Vie de Jésus (1863)
- Prière sur l'Acropole (1865)
- Mission de Phénicie (1865–1874)
- Saint-Paul (1869)
- L'Antéchrist (1873)
- Caliban (1878)
- Histoire des origines du Christianisme - 8 volumes - (1866–1881)
- Histoire du peuple d'Israël - 5 volumes - (1887–1893)
- Eau de Jouvence (1880)
- Souvenirs d'enfance et de jeunesse (1884)
- Le Prêtre de Némi (1885)
- Examen de conscience philosophique (1889)
- La Réforme intellectuelle et morale (1871)
- Qu'est-ce qu'une nation? (Lezing op 11 maart 1882 op de Sorbonne)
- L'avenir de la science (1890)

## In Nederlandse vertaling
- Historie of roman? Het leven van Jezus, 1863, Utrecht, 1863, 92 p.
- De apostelen, vert. A.A. Deenik, Haarlem: Loosjes, 1866
- Wat is een natie?, vertaald, ingeleid en geduid door Coos Huijssen en Geerten Waling, met een voorwoord van Bas Heijne, 2013. ISBN 9789035251076